# Supremacy1914
Spremacy1914とはドイツのBYTRO社が2009年に公開したウェブゲームのことである。

## 解説

### 変革
2009年：公開
同年:MMOオブ・ザ・イヤー受賞
2017年:Steam版リリース
2019年:android版とiPhone版リリース
2020年:Huawei App Galleryに登録

### 舞台
本ゲームは第一次世界大戦を舞台としたゲーム。常にいくつかの参加できるラウンドがあり、そのラウンド参加時に国を選択し行動する(ランダムに決まる場合もある)

### 目標
経済・軍事スコアの合計が一定水準を超えること。プレイヤーは領土に建造物を作り、軍拡に励み侵略することが求められる。

#### 経済面
本ゲームにおいて、経済とは軍事・政治を除いたすべてと考えて問題はない。
プレイヤーは’市場’において資源(小麦・魚・鉄鋼・木材・オイル・ガス)を売買することができる
また、領地の建造物等で資源産出を増やし、要塞などにより領地の価値を上げることができる。
ゲーム内で作れるものは以下である。なお、多くの建造物は一定日数(ラウンド内)経過が必要な場合もある
- 徴兵事務所(無効化可能)
- 要塞
- 兵舎(無効化可能)
- ワークショップ
- 首都
- 工場(ワークショップレベル2以上をすでに建築していることが必須)
- 鉄道(無効化可能)
- 小規模の飛行場
- 港湾(沿岸領地のみ)

#### 軍事面
ゲームにおいて、開始時に歩兵が配備されている。徴兵事務所で歩兵を募集したり、その他建造物を使って軍隊を生産できる。なお、生産できるのは同時に一領地一ユニットまでである。
以下が、生産できるユニット
- 歩兵(徴兵事務所建造後は自動招集)
- 装甲車(ワークショップ必須)
- 騎兵(ワークショップ、兵舎必須)
- 砲兵(工場必須)
- 戦車(工場レベル2必須)
- 重戦車(工場レベル3必須)
- 列車砲(工場レベル3、鉄道必須、移動には通行領地の鉄道必須)
- 気球(ワークショップレベル2必須)
- 戦闘機(工場レベル2、小規模の飛行場必須)
- 爆撃機(工場レベル3、小規模の飛行場必須)
- 軽巡洋艦(工場レベル1、港湾必須)
- 潜水艦(工場レベル2、港湾必須)
- 戦艦(工場レベル3、港湾必須)